# Rodolfo di Lasso
Rodolfo di Lasso o Rudolph de Lassus, figlio di Orlando di Lasso, (Monaco di Baviera, 1563 circa – Monaco di Baviera, 1625) è stato un organista e compositore fiammingo.

## Biografia
Rodolfo di Lasso, secondo figlio di Orlando di Lasso, nacque a Monaco di Baviera intorno al 1563. Le prime notizie sulla sua attività risalgono al 1585, anno in cui entrò a servizio presso la cappella della corte di Baviera. Dopo aver lavorato per un breve periodo come organista alla corte degli Hohenzollern ad Hechingen nel 1586, tornò a Monaco l'anno seguente, divenendo primo organista nel 1589; manterrà quel posto sino alla morte.
Si sposò prima del 1590; dal suo matrimonio nacquero quattro figli. Nel 1609 divenne compositore del Duca. Nello stesso anno, insieme al fratello Ferdinand, pubblicò il Magnum opus musicum, in cui è riunita una parte dell'enorme corpus dei mottetti paterni.

## Stile
La fama eccezionale riscossa da Orlando di Lasso e il suo altissimo livello compositivo, influenzarono inevitabilmente i compositori contemporanei e successivi, tra cui il figlio; alcuni dei magnificat di Rodolfo sono parodie di composizioni di Orlando di Lasso. Rodolfo fu però un musicista prolifico che seppe emanciparsi dal linguaggio della generazione a cui apparteneva il padre; parte delle sue composizioni utilizzano infatti il basso continuo e i duo per soprano sono scritti nello stile del primo Seicento.